# Isabel Zedlacher
Isabel Zedlacher (* 12. Dezember 1977 in Villach) ist eine ehemalige österreichische Snowboarderin. Sie startete für den SV Villach.

## Karriere
Isabel Zedlacher startete ihre sportliche Karriere als Alpinläuferin und nahm an Alpin-Schirennen teil. Gegen den ursprünglichen Widerstand der Eltern sattelte sie auf Snowboard um. Bereits mit 17 Jahren erreichte Isabel Zedlacher im Weltcup ihre erste Top-3-Platzierung. Insgesamt wurden es 13 Top-3-Platzierungen im Weltcup. 
Sie startete bei vier Snowboard-Weltmeisterschaften, verpasste jedoch mehrmals knapp eine Medaille. Bereits mit 24 Jahren beendete sie 2002 ihre sportliche Karriere. 
Sie ist verheiratet mit dem Profifußballer Heinz Arzberger.

## Erfolge
- 2 Weltcupsiege
- 11 weitere Stockerlplätze im Weltcup
- 3-fache österreichische Staatsmeisterin (Slalom, Riesenslalom, Parallelslalom)
- 6 Siege bei FIS-Rennen
- 5. Platz beim Slalom und 6. Platz beim Riesenslalom bei der Weltmeisterschaft in Innichen
- 8. Platz beim Riesenslalom bei den Olympischen Winterspielen 1998 in Nagano